# Trenti

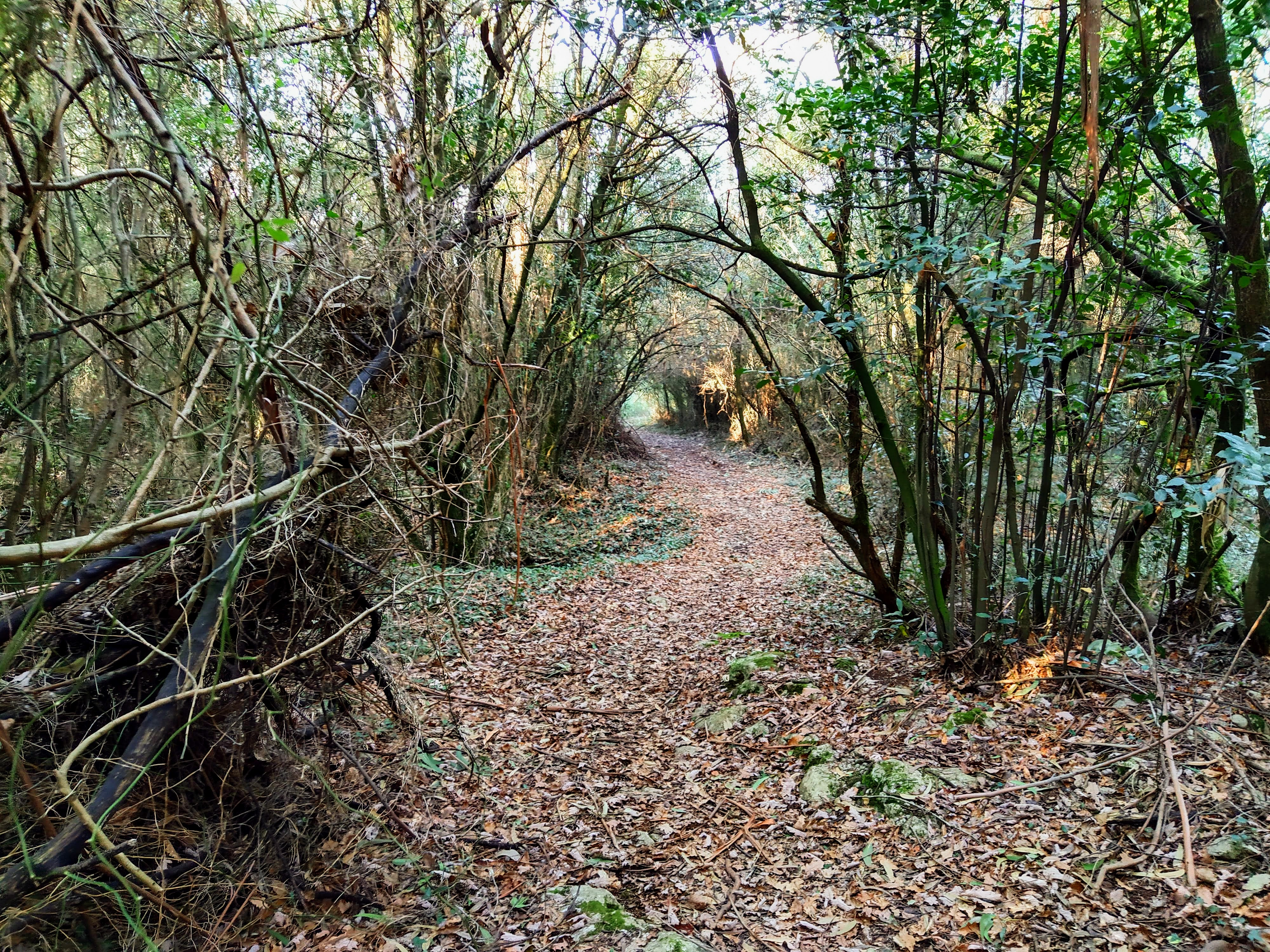
Dentro de los duentes silvestres de la mitología cántabra, los trentis y tentirujos son pequeñas criaturas burlonas que habitan en lo profundo de los bosques y que asustan a las mozas que se encuentran en las camberas y senderos.

En la mitología cántabra los trentis son duendes traviesos de los bosques. Van vestidos con hojas, musgo y raíces. Se ocultan entre los bardales para poder tirar de las sayas y pellizcar las pantorrillas a las muchachas, para después escapar corriendo entre los bardales. Aunque son bromistas también pueden ayudar al hombre sin que estos lo sepan, sintiendo especial predilección por los niños. Auxilian al pastor a encontrar su ganado tras la tormenta o las maldades del Ojáncanu y ayudan a las viejas que no pueden valerse por sí mismas.
Durante el invierno este ser de vida silvestre duerme al abrigo de las torcas y en verano bajo la frescura de los árboles. Se alimenta de panojas y endrinas, pero jamás bebe agua, pues es veneno para él.